# Jaakko Hintikka
Kaarlo Jaakko Juhani Hintikka (Vantaa, 12 gennaio 1929 – Porvoo, 12 agosto 2015) è stato un filosofo finlandese, noto per i suoi lavori di logica matematica, logica filosofica, filosofia della matematica, epistemologia, teoria del linguaggio e filosofia della scienza.
Dopo aver insegnato alla Florida State University, all'Università di Helsinki e all'Academy of Finland, ha insegnato all'Università di Boston.
Agli inizi della sua carriera introdusse una semantica per la logica modale simile al frame semantico sviluppato da Kripke. Inoltre sviluppò indipendentemente da Everth Wilem Beth la cosiddetta tavola semantica. Successivamente lavorò principalmente su giochi semantici e sulla logica indipendence-friendly. 
Fece un importante lavoro di spiegazione su Aristotele, Immanuel Kant, Ludwig Wittgenstein e Charles Sanders Peirce. Il suo pensiero appartiene al filone della filosofia analitica.